# Anthony Norris Groves
Anthony Norris Groves (Newton Valance, Hampshire, 1 de febrero de 1795 – Bristol, 20 de mayo de 1853) fue un misionero inglés y inspirador de las "misiones de fe" (que quiere decir, realizar la obra misionera sin sostenimiento económico institucional). Fue uno de los fundadores del movimiento de los Hermanos de Plymouth. Estableció en Bagdad la primera misión protestante en un país de lengua árabe; luego estuvo en Persia (ahora Irán) y posteriormente en la India.
Entre sus puntos de vista, se destaca su deseo de simplificar la tarea de las iglesias y de las misiones, para volver a los métodos de Cristo y de sus apóstoles descritos en el Nuevo Testamento. Como misionero, su meta era ayudar a los convertidos nativos a formar sus propias iglesias sin dependencia de la autoridad ni de las finanzas extranjeras. Sus ideas encontraron la aceptación en amplios círculos evangélicos.

## Biografía

### Juventud
Fue educado como dentista en Londres y con 19 años de edad hizo sus prácticas en Plymouth. Dos años después se casó con una prima, Mary Bethia Thompson, con quien se radicó en Exeter.

### Llamado y obra misionera
En 1826, mientras atendía su dentistería en Exeter, se inscribió como estudiante a distancia de teología del Trinity College (Dublín), con el objetivo de ordenarse como ministro de la Iglesia Anglicana y comprometerse con la Church Missionary Society. Su estudio del Nuevo Testamento lo llevó a considerar que la práctica de la iglesia primitiva debería ser considerad aun modelo para cada época y cultura, lo cual causó su rompimiento con el Trinity College, la CMS y la comunión anglicana. 
Comenzó entonces a reunirse con otros creyentes cristianos en casas privadas para estudiar la Biblia, compartir compañerismo cristiano, celebrar la cena del Señor y orar, a la manera de los primeros cristianos (Hechos 2:42), sin requerir la presencia de ningún ministro ordenado. En estas reuniones conoció a quienes llegaron a ser conocidos integrantes de los Hermanos de Plymouth como Robert Chapman, Edward Cronin, Benjamín Newton, John Nelson Darby y George Müller, quien llegó a ser su cuñado tras casarse con su hermana. 
Intervino en los debates entre los Hermanos de Plymouth y en 1835 escribió a Darby para sostener que la base de la unidad y comunión entre los cristianos es la vida en Cristo y pedirle que rectificara el sectarismo. Tras la división en los Hermanos de Plymouth en 1848, Groves se alineó con George Müller e hizo parte de los "hermanos abiertos" y rechazó la doctrina de Darby del rapto de la iglesia antes de la Gran Tribulación.

### Misionero en Bagdad
En 1829 Groves y su esposa viajaron a Bagdad junto con sus dos hijos, Henry y Franky, y acompañados de varios amigos cristianos como John Kitto. Después se les unieron otros misioneros como Francis William Newman y John Vesey Parnell. En marzo de 1831 el país donde obraban sufrió una grave crisis por la guerra civil, las inundaciones y plagas que provocaron intensa miseria y hambre. Murieron entonces Mary, la esposa de Grove, y su hija recién nacida.

### Misionero en la India
Recibió la autorización de la Compañía Británica de las Indias Orientales, abriendo el camino para un trabajo misionero sin restricciones en la India. Por invitación del Coronel Arthur Cotton, en 1833, Groves visitó las misiones en la India y encontró abiertas las puertas para el evangelio en muchas partes del país. En 1834 acompañó él educador y misionero escocés Alexander Duff desde Calcuta hasta Escocia, para cuidar de su salud. Duff debió su restablecimiento (y probablemente su vida) a la atención de Groves, como ya había ocurrido a Cotton anteriormente.
En Gran Bretaña Groves se casó con Harriet Baynes el 25 de abril de 1835. Ella lo acompañó de regreso a la India en 1836. Groves fue acompañado por John Kitto, John V Parnel y Edward Cronin. Recogió a sus hijos y otros misioneros que estaban en Bagdad y estableció al equipo misionero en Madras, sosteniéndose con el ejercicio de la odontología y posteriormente con una finca y un asentamiento en Chittur. Pudo reclutar misioneros en número suficiente para atender las misiones existentes en varias partes de la India y para emprender nuevos proyectos entre los que se destacaron él del delta del río Godavari y él de Tamil Nadu.
Groves abogó por la adopción del Nuevo Testamento como manual de métodos misioneros y así como restauracionista, ochenta años antes de Roland Allen. Uno de los discípulos de Groves en la India fue John Arulappan, quien adoptó sus principios. Como evangelista de tiempo completo, Arulappan vivió "por fe" y estimuló la creación de una red de hermandad de los pueblos indígenas de Asia. Las ideas de Groves fueron luego seguidas por los seguidores de Arulappan asociados con Bakht Singhy en China por Watchman Nee. 
Groves continuó predicando y enseñando en la India hasta que su salud lo obligó a regresar a Inglaterra en 1852. Falleció en 1853 en la casa de George Müller. Aunque pensaba que hubiera fracasado en hacer llegar su mensaje de "misiones de fe", en realidad su influencia se multiplicó y avivó una generación de "misiones de fe" en 1859 y 1860. La biografía escrita por R. B. Dann otorga a Groves el título de Padre de las Misiones de Fe y muestra como trabajó sin apoyo económico estatal o sueldos de las iglesias y aplicó en cambio el principio bíblico de confiar en que Dios supliera las necesidades.

## Obras
En 1825 escribió el pequeño libro El cristiano devoto, en el cual expuso las enseñanzas de Jesús sobre la administración de las posesiones materiales. Llamó a todos los cristianos a vivir sin lujos ni acumulación de riquezas, confiando en que Dios proveise lo suficiente para suplir las necesidades fundamentales y trabajar por el Reino de Dios. Esta obra impactó a George Müller y por su intermedio a James Hudson Taylor y a muchos otros líderes cristianos.
Groves 'fundó el periódico Journal of a Residence in Baghdad editado por A.J. Scott y publicado por J. Nisbet en Londres en 1831 y 1832. 
Escribió cartas a los principales líderes de los Hermanos de Plymouth, las cuales son fuentes primarias para el estudio de la historia y doctrinas del movimiento. Su viuda publicó sus Memorias en 1856 con extractos de sus cartas y artículos.

### Libros
- Dann, Robert Bernard, Father of Faith Missions : The Life and Times of Anthony Norris Groves,  (Authentic Media, 2004), ISBN 1-884543-90-1
- Dann, Robert Bernard, The Legacy of Anthony Norris Groves, (International Bulletin of Missionary Research, Vol.29, No.4, Oct. 2005)
- Dann, Robert Bernard, The Primitivist Ecclesiology of Anthony Norris Groves: A radical influence on the nineteenth-century Protestant church in Britain, Trafford Publishing, 2007, ISBN 1-4251-0374-X
- Dann, Robert Bernard, The Primitivist Missiology of Anthony Norris Groves: A radical influence on nineteenth-century Protestant mission PhD thesis, University of Liverpool, 2006; Trafford Publishing, 2007, ISBN 1-4251-1001-0
- Groves, A. N., Christian Devotedness
- Lang, G. H.,  Anthony Norris Groves: A Combined Study of a Man of God and of the Principles and Practice of the Brethren, reprint, 1988, Schoettle Publishing Company Archivado el 8 de junio de 2008 en Wayback Machine.
- Groves, Harriet, Memoir of the Late Anthony Norris Groves, ISBN 0-9656519-4-0
- Lang, G.H., The History and Diaries of An Indian Christian: J.C.Aroolappen, U.S.A., Schoettle Publishing Co., Inc., 1988, Schoettle Publishing Company Archivado el 8 de junio de 2008 en Wayback Machine.
- Stunt, Timothy C.F., Anthony Norris Groves in an International Context: A Re-assessment of his Early Development, in The Growth of the Brethren Movement: National and International Experiences (Studies in Evangelical History & Thought), edited by Neil T.R. Dickson and Tim Grass, (Carlisle, Paternoster Press, 2006), ISBN 1-84227-427-9. pp. 223–40.

### Video
- Anthony Norris Groves - the Quiet Trailblazer , (2004), Christian Television Association for Echoes of Service